# New Era Cap Company
La New Era Cap Company è un'azienda di Buffalo, fondata nel 1920 dall'immigrato tedesco Ehrhardt Koch, che produce e fornisce in esclusiva i berretti da baseball regolamentari di tutte le squadre della Major League e i loro affiliati. Produce anche berretti per oltre 200 college statunitensi e per i maggiori campionati sportivi statunitensi come NHL, NBA e NFL. Inoltre, New Era realizza cappellini di merchandising per la Marvel e la DC Comics, nonché per il produttore di motociclette Harley-Davidson.

## Storia
Nel 1920, Ehrhardt Koch prese in prestito $1.000 da sua sorella Rose e $1.000 dal suo collega Joe e fondò la sua compagnia di cappelli, la "E. Koch Cap Company". La produzione è iniziata al terzo piano del 1830 Genesee Street a Buffalo, New York. L'azienda ha iniziato con 14 dipendenti, tra cui la sorella di Ehrhardt Rose, il figlio di Ehrhardt, Harold, e il figlio di Rose, Wally Domas.
Nel 1934, New Era iniziò a produrre cappellini per i Cleveland Indians, che sarebbero stati il loro primo contratto della Major League Baseball (MLB). Nel 1954, il cappellino pro aderente dell'azienda è stato modernizzato, ridisegnato e chiamato 59Fifty, noto anche come cappellino "Brooklyn Style", da Harold Koch, che ha introdotto molti miglioramenti e innovazioni di design mentre era a capo di New Era. Nel 1965, New Era forniva cappelli a circa 10 delle 20 squadre MLB. Nel 1993, a New Era è stata concessa la prima licenza esclusiva con MLB per produrre i cappellini da baseball sul campo per tutte le sue squadre (allora 28, ora 30).
Nel 2001, Chris Koch è stato nominato amministratore delegato. Negli anni 2010, mentre New Era era stata a lungo associata al baseball, l'azienda si è concentrata sull'approfondimento del calcio e di altri campionati sportivi. Nel 2012, ha acquisito tutti i diritti esclusivi a margine per la National Football League (NFL). Nel 2013, New Era ha firmato con la Big Bash League australiana di cricket come fornitore ufficiale di cappellini. New Era ha firmato un contratto aggiuntivo nel 2015 con il Manchester United. Nel 2017, New Era ha firmato i diritti esclusivi per i prodotti NBA sul campo. Ciò ha reso New Era la prima azienda di headwear ad avere diritti esclusivi per MLB, NFL e NBA contemporaneamente.
Il 13 agosto 2016 è stato annunciato che New Era e i Buffalo Bills hanno raggiunto un accordo per i diritti di denominazione per il Ralph Wilson Stadium. I Bills e New Era hanno annunciato ufficialmente il nuovo nome dello stadio di New Era Field cinque giorni dopo, il 18 agosto 2016. Dopo che i Bills hanno rilasciato il CEO Russ Brandon nel maggio 2018, New Era ha assunto Brandon in una posizione esecutiva. Il giorno dopo, New Era negò che l'assunzione fosse avvenuta. L'Athletic, che ha fatto l'affermazione iniziale, continua a insistere che l'assunzione è avvenuta e che Brandon era stato tranquillamente licenziato dopo che la storia si è interrotta. L'accordo di sponsorizzazione dello stadio è stato concluso su richiesta di New Era nel 2020 e lo stadio è stato ribattezzato Bills Stadium. 
Il 12 settembre 2018 è stato annunciato che New Era sarebbe stato il fornitore ufficiale della Canadian Football League a partire dalla stagione 2019. La società è licenziataria della CFL per copricapo e abbigliamento dal gennaio 2011 e sarà la prima volta che l'azienda fornisce divise da calcio e abbigliamento collaterale. 
Il 22 aprile 2021 è stato annunciato che New Era sarebbe diventato un Merchandise Partner della Coppa del Mondo di Rugby League 2021.

### Numero di dipendenti
New Era ora impiega quasi 1.500 persone in tutto il mondo, comprese più di 400 famiglie nel solo Stato di New York. È inoltre l'unica azienda del settore che ha continuato a produrre sul suolo americano e ad aver avviato la produzione “off shore” solo nove anni fa.

## Distribuzione
Oltre ai molteplici negozi americani sono stati aperti New Era Store anche a Londra, Berlino e a Birmingham.
Negli anni la sua diffusione ha fatto sì che divenisse un'icona della cultura giovanile statunitense. Nel mondo della cultura e della musica Hip Hop i cappellini New Era divennero un vero oggetto di culto.
Ogni anno New Era produce oltre 30 milioni di berretti che vengono venduti in più di 40 paesi nel mondo. Il colore più apprezzato è il blu navy e il logo più popolare è quello dei New York Yankees.